# Carlo Tavecchio
Carlo Tavecchio (Ponte Lambro, 13 de julio de 1943 – Erba, 27 de enero de 2023) fue un político y dirigente deportivo italiano. Ejerció como presidente de la Liga Nacional Amateur desde el 29 de mayo de 1999 hasta julio de 2014 y como presidente de la Federación Italiana de Fútbol desde el 11 de agosto de 2014 hasta el 20 de noviembre de 2017.

## Carrera
Formado en contabilidad y exgerente bancario, a los 33 años fue candidato a alcalde en su ciudad natal, Ponte Lambro, una comuna italiana de la región de Lombardía, provincia de Como, por el partido Democracia Cristiana. Fue elegido y se mantuvo en el cargo durante cuatro mandatos consecutivos, de 1976 a 1995. 
En el ámbito del fútbol, durante dieciséis años fue presidente de la ASD Pontelambrese, un equipo amateur que, bajo su gestión, también llegó a competir en el campeonato de Prima Categoria. Su carrera en la FIGC comenzó cuando fue consejero del Comité Regional de Lombardía de la Lega Nazionale Dilettanti (LND) entre 1987 y 1992. También fue vicepresidente de la Lega Nazionale Dilettanti (LND, por sus siglas en italiano) de 1992 a 1996. En 1996, fue nombrado presidente del Comité Regional de Lombardía.
El 29 de mayo de 1999, tras la dimisión de su predecesor, Elio Giulivi, debido a cuestiones legales relacionadas con el resultado de una licitación, Tavecchio fue elegido presidente de la LND. Entre 2007 y 2014, fue uno de los vicepresidentes de la Federación Italiana de Fútbol.
Tras la dimisión de Giancarlo Abete de la presidencia de la FIGC en el verano europeo de 2014, Tavecchio renunció a su cargo en la LND para postularse a la posición más alta de la Federazione Italiana Giuoco Calcio (FIGC, por sus siglas en italiano) a finales de julio de 2014. Tavecchio contó con el apoyo de dieciocho clubes de la Serie A. Sin embargo, su candidatura se vio envuelta en una controversia debido a una frase pronunciada el 25 de julio de ese mismo año, durante una asamblea de la Liga Amateur, considerada ofensiva hacia los jugadores extracomunitarios:

"En Inglaterra, identifican a los jugadores que llegan; si son profesionales, pueden jugar. Aquí, tenemos a Opti Pobà que antes comía bananas y ahora es titular en la Lazio. En Inglaterra, tienes que demostrar historial y pedigree."

Se cree que Tavecchio hacía referencia al camerunés Joseph Minala, quien llamó la atención en la última temporada al ser fichado por la Lazio, ya que aparentaba tener muchos más años de los 17 que había declarado. Sin embargo, tras una investigación, la Federación Italiana confirmó que el jugador decía la verdad. La manera en que Tavecchio se refirió a los jugadores extranjeros, especialmente a Minala, provocó indignación en Italia, y los llamados para que se retirara de la elección de la FIGC cobraron fuerza. El principal diario deportivo del país, la Gazzetta dello Sport, publicó un editorial solicitando la retirada de Tavecchio.
El 11 de agosto de 2014, Tavecchio se convirtió en presidente de la Federación Italiana de Fútbol, tras ganar una elección interna en la tercera ronda con el 63% de los votos. En la contienda, derrotó al exjugador Demetrio Albertini, quien obtuvo el 33,95% de los votos. En total, 274 delegados participaron en la votación.
Tavecchio falleció el 27 de enero de 2023, a los 79 años de edad, debido a complicaciones causadas por una neumonía. 